# Mercè Caso i Señal
Mercè Caso i Señal   (Barcelona, 1964) és una magistrada catalana, presidenta del Tribunal Superior de Justícia de Catalunya des de 2025.
Va estudiar Dret a la Universitat de Barcelona i va ingressar a la carrera judicial l'any 1989, sent el seu primer Jutjat el mixt número 1 de Vilafranca del Penedès. Va ascendir a Magistrada el 1992 i va exercir al Jutjat número 6 de Mataró, al jutjat penal número 12 de Barcelona i al jutjat de primera instància número 19 de Barcelona, especialitzat en família. Des del 2007 fins al 2012, va formar part de l'equip de professors de l'Escola Judicial de Barcelona. El 2009, el Col·legi d'Advocats de Barcelona li va atorgar el premi Felip Portabella. És membre de l'associació Jutges per la Democràcia.
Entre 2013 i 2021 exercí com a jutgessa degana dels jutjats de Barcelona. Posteriorment, fou magistrada de la Secció 12 de l’Audiència de Barcelona, especialitzada en dret de família, on treballava fins a ser elegida presidenta del Tribunal Superior de Justícia de Catalunya.
El 2019, va afirmar que li hauria agradat que el Tribunal Suprem d'Espanya hagués utilitzat altres alternatives existents a la decisió de dictar presó provisional per als nou líders independentistes investigats pel procés sobiranista català per garantir la seva presència en el judici. L'octubre del 2024 va dir que optaria a la plaça de Presidenta del TSJC, que estaba ocupada amb mandat caducat per Jesús María Barrientos. El 7 d’abril de 2025 va ser nomenada Presidenta del TSJC.
El 2025, va ser reconeguda per la revista Forbes com una de les 100 dones catalanes més influents de l'any.